# La noia (romanzo)
(Alberto Moravia, La noia, 1960)
La noia è un romanzo dello scrittore Alberto Moravia, pubblicato nel 1960 da Bompiani. L'anno successivo vinse il Premio Viareggio.
Il romanzo è ascrivibile al filone contemporaneo della letteratura esistenzialista: contiene una netta ripresa dei temi de Gli indifferenti, ovvero lo sfacelo dell'ipocrita mondo borghese e la ricerca ossessiva di sesso e denaro.

## Trama
Il romanzo, diviso in un Prologo, nove capitoli e un Epilogo, narra la storia di Dino, appartenente ad una nobile famiglia romana, che vive insieme alla madre in una villa lungo la via Appia. Egli trascorre il tempo dipingendo ma è assalito dalla noia verso tutto ciò che lo attornia e, come già era stato per il padre, consumato viaggiatore, spregia tutti quei valori borghesi che la madre invece considera validi. Il conflitto con la madre diventa, con il passare del tempo, insopportabile e Dino decide di andare ad abitare in via Margutta dove ha installato il suo atelier da pittore.
Ma nemmeno la pittura, alla quale si dedica con poco entusiasmo, serve a distrarlo. A Dino pesano anche le visite che è costretto, per dovere, a fare alla madre, che vorrebbe che il figlio ritornasse a casa per esercitarvi un controllo più serrato. Alla morte del pittore Mauro Balestrieri, un erotomane che aveva lo studio accanto al suo, Dino conosce Cecilia che era stata la sua amante e intreccia con lei una relazione. Presto però anche la ragazza gli viene a noia, ma proprio il giorno in cui egli decide di lasciarla, lei, a onta della solita puntualità, non si presenta all'appuntamento facendo così germinare in Dino la gelosia. In seguito a diversi, laboriosi pedinamenti Dino scopre che la ragazza si incontra con un altro uomo, lo squattrinato Luciani, incontro che lei tranquillamente giustifica. Dino prende l'abitudine di pagare l'amante dopo i loro incontri sperando così di riuscire, creandosi nella mente l'immagine di una prostituta, a liberarsi di lei.
Ma Cecilia accetta con completa indifferenza i soldi, come li accettava precedentemente da Balestrieri, per darli all'altro uomo. Dino intanto è sempre più invischiato in una situazione senza via d'uscita e più tenta di liberarsi di Cecilia, più ne scopre le bugie e più si sente attratto da lei. Le chiede quindi di sposarlo nella speranza che la quotidianità del matrimonio gli riveli la banalità della donna. Cecilia, dopo aver ammesso di essere innamorata di lui ma anche dell'altro uomo, gli chiede tempo per pensare alla proposta e intanto si fa dare dei soldi che le servono per trascorrere una vacanza a Ponza con l'altro. Dino, dopo la sua partenza, una sera decide semplicemente di schiantarsi con l'auto contro un platano. L'esperienza della morte prossima lo cambia in qualche modo, accetta la sua condizione e riallaccia un contatto con la realtà, nell'attesa del ritorno di Cecilia.

## Adattamenti
- Dal romanzo fu tratto nel 1963 un omonimo film con la regia di Damiano Damiani e interpretato da Catherine Spaak, Horst Buchholz, Bette Davis, Lea Padovani e Isa Miranda.
- Un remake dal medesimo titolo fu realizzato da Cédric Kahn nel 1998 con Charles Berling e Sophie Guillemin.

## Edizioni
- La noia, Collana Opere complete di Alberto Moravia vol. XII, Milano, Bompiani, 1960. - Collana I Delfini n.150, Bompiani, 1964; Collana Opere complete n.9, Bompiani, 1975.
- La noia, Collana Tascabili n.185, Milano, Bompiani, 1980.
- in  Opere 1948-1968, a cura di Enzo Siciliano, Collana Classici, Milano, Bompiani, 1989.
- La noia, Introduzione di Michel David, Collana I Grandi Tascabili, IX edizione, Milano, Bompiani, 1999.
- La noia, Prefazione di Francesco Alberoni, Collana I Grandi Romanzi Italiani n.12, Milano, RCS Quotidiani, 2003.
- in  Opere. Vol. IV. Romanzi e racconti 1960-1969, a cura e con Cronologia di Simone Casini, Introduzione di Gianni Turchetta, Collana Classici, Milano, Bompiani, 2007.
- La noia, Nota critica di Alessandra Grandelis (con le Appendici: un episodio inedito del romanzo; un'autointervista di Moravia uscita su L'Espresso, 20 novembre 1960; la recensione di Eugenio Montale apparsa su Il Corriere della Sera, 24 novembre 1960; un testo di Giacomo Debenedetti, ora in Il romanzo del Novecento. Quaderni inediti), Collana Classici contemporanei, Milano-Firenze, Bompiani, 2017, ISBN 978-88-452-8397-0.